# Gikongoro
Gikongoro és una ciutat del districte de Nyamagabe, a la província del Sud, Ruanda, situada entre Butare i Cyangugu.
Anteriorment havia format part de la província de Gikongoro, que ha estat desarticulada. La província de Gikongoro va ser fundada per l'estat ruandès recentment independitzat de Bèlgica el 1962. Va ser dissenyada per minar el control dels tutsi que tenien una fortalesa a la propera Nyanza. Abans del genocidi de 1993, la ciutat de Gikongo tenia una població menor de 10.000 habitants. Human Rights Watch ha descrit la ciutat i la província de Gikongoro en el moment del genocidi com "molt incoherent". El líder polític local Emmanuel Gapyisi va ser assassinat el 1993 i el ministre i el cap del PSD, Frederic Nzamurambaho, va ser assassinat a l'inici del genocidi. Un cop iniciat el genocidi, la població tutsi de Gikongoro va ser eliminada ràpidament en comparació amb altres ciutats.
La ciutat ha anat creixent en els últims anys, amb la construcció d'edificis moderns. La ciutat ara es diu Nyamagabe. És la porta d'entrada al bosc de Nyungwe, una gran zona de boscos muntanyosos, on hi ha moltes espècies de micos i ximpanzés.